# Будиголош
Будиголош (укр. Будиголош) — село в Бусской городской общине Золочевского района Львовской области Украины.
Население по переписи 2001 года составляло 74 человека. Занимает площадь 0,349 км². Почтовый индекс — 80511. Телефонный код — 3264.